# Lista siturilor arheologice din județul Giurgiu - V
Lista siturilor arheologice din județul Giurgiu - V conține toate siturile arheologice din județul Giurgiu înscrise în Repertoriul Arheologic Național (RAN) și aflate în localități al căror nume începe cu litera V. RAN este administrat de Ministerul Culturii și Patrimoniului Național și cuprinde date științifice, cartografice, topografice, imagini și planuri, precum și orice alte informații privitoare la zonele cu potențial arheologic, studiate sau nu, încă existente sau dispărute.
Puteți căuta un sit din localitățile care încep cu litera V folosind formularul de mai jos sau puteți naviga prin toate siturile din județ la Lista siturilor arheologice din județul Giurgiu.
| Cod RAN                                   | Denumire | Localitate                                | Adresă           | Datare                               | Descoperit | Coordonate                                    | Imagine           | Erori            |
| ----------------------------------------- | --- | ----------------------------------------- | ---------------- | ------------------------------------ | ---------- | --------------------------------------------- | ----------------- | ---------------- |
| 100825.01.01 (Cod LMI: GR-I-m-B-14835.02) | Așezarea de la Varlaam - "Terasa Argeșului" / ansamblu anonim (Categorie: locuire civilă) (Tip: Așezare)          | sat Varlaam, comuna Adunații-Copăceni     | Terasa Argeșului | Glina                                |            | 44°14′00″N 26°05′00″E / 44.23333°N 26.08333°E | Încărcați imagine | Raportați eroare |
| 100825.01.02 (Cod LMI: GR-I-m-B-14835.01) | Așezarea de la Varlaam - "Terasa Argeșului" / ansamblu anonim (Categorie: locuire civilă) (Tip: Așezare)          | sat Varlaam, comuna Adunații-Copăceni     | Terasa Argeșului | sec. III - IV p. Chr.                |            | 44°14′00″N 26°05′00″E / 44.23333°N 26.08333°E | Încărcați imagine | Raportați eroare |
| 100825.01.03 (Cod LMI: GR-I-s-B-14835)    | Așezarea de la Varlaam - "Terasa Argeșului" / ansamblu anonim (Categorie: locuire civilă) (Tip: Așezare)          | sat Varlaam, comuna Adunații-Copăceni     | Terasa Argeșului | Sântana de Mureș - Cerneahov sec. IV |            | 44°14′00″N 26°05′00″E / 44.23333°N 26.08333°E | Încărcați imagine | Raportați eroare |
| 105883.01.01 (Cod LMI: GR-I-s-B-14836)    | Așezarea neolitică de la Vărăști - "Valea lui Gâlcă" / ansamblu anonim (Categorie: locuire civilă) (Tip: Așezare) | sat Vărăști, comuna Vărăști               | Valea lui Gâlcă  |                                      |            | 44°15′N 26°15′E / 44.25°N 26.25°E             | Încărcați imagine | Raportați eroare |
| 105883.02.01 (Cod LMI: GR-I-s-B-14837)    | Așezarea hallstattiană și Latene de la Vărăști / ansamblu anonim (Categorie: locuire civilă) (Tip: Așezare)       | sat Vărăști, comuna Vărăști               |                  |                                      |            | 44°14′00″N 26°15′30″E / 44.23333°N 26.25833°E | Încărcați imagine | Raportați eroare |
| 105883.02.02 (Cod LMI: GR-I-s-B-14837)    | Așezarea hallstattiană și Latene de la Vărăști / ansamblu anonim (Categorie: locuire civilă) (Tip: Așezare)       | sat Vărăști, comuna Vărăști               |                  | sec. III - I a. Chr.                 |            | 44°14′00″N 26°15′30″E / 44.23333°N 26.25833°E | Încărcați imagine | Raportați eroare |
| 105883.03.01 (Cod LMI: GR-I-m-B-14838.02) | Așezarea de la Vărăști - "Hotarul Cocoanei" / ansamblu anonim (Categorie: locuire civilă) (Tip: Așezare)          | sat Vărăști, comuna Vărăști               | Hotarul Cocoanei |                                      |            | 44°13′00″N 26°15′00″E / 44.21667°N 26.25°E    | Încărcați imagine | Raportați eroare |
| 105883.03.02 (Cod LMI: GR-I-m-B-14838.01) | Așezarea de la Vărăști - "Hotarul Cocoanei" / ansamblu anonim (Categorie: locuire civilă) (Tip: Așezare)          | sat Vărăști, comuna Vărăști               | Hotarul Cocoanei | Dridu sec. IX p. Chr.                |            | 44°13′00″N 26°15′00″E / 44.21667°N 26.25°E    | Încărcați imagine | Raportați eroare |
| 105883.04.01 (Cod LMI: GR-I-m-B-14839.02) | Așezarea preistorică de la Vărăști / ansamblu anonim (Categorie: locuire civilă) (Tip: Așezare)                   | sat Vărăști, comuna Vărăști               |                  | Tei - IV                             |            | 44°15′N 26°15′E / 44.25°N 26.25°E             | Încărcați imagine | Raportați eroare |
| 105883.04.02 (Cod LMI: GR-I-m-B-14839.01) | Așezarea preistorică de la Vărăști / ansamblu anonim (Categorie: locuire civilă) (Tip: Așezare)                   | sat Vărăști, comuna Vărăști               |                  | geto-dacică sec. IV - III a. Chr.    |            | 44°15′N 26°15′E / 44.25°N 26.25°E             | Încărcați imagine | Raportați eroare |
| 105918.01.01 (Cod LMI: GR-I-m-B-14841.02) | Situl arheologic de la Vedea / ansamblu anonim (Categorie: locuire civilă) (Tip: Așezare)                         | sat Vedea, comuna Vedea                   |                  | sec. IV p. Chr.                      |            | 43°47′00″N 25°50′00″E / 43.78333°N 25.83333°E | Încărcați imagine | Raportați eroare |
| 105918.01.02 (Cod LMI: GR-I-m-B-14841.01) | Situl arheologic de la Vedea / ansamblu anonim (Categorie: locuire civilă) (Tip: Așezare)                         | sat Vedea, comuna Vedea                   |                  | Dridu sec. IX p. Chr.                |            | 43°47′00″N 25°50′00″E / 43.78333°N 25.83333°E | Încărcați imagine | Raportați eroare |
| 106041.01.01 (Cod LMI: GR-I-s-B-14840)    | Așezarea Glina de la Vânătorii Mari / ansamblu anonim (Categorie: locuire civilă) (Tip: Așezare)                  | sat Vânătorii Mari, comuna Vânătorii Mici |                  | Glina                                |            | 44°28′00″N 25°32′30″E / 44.46667°N 25.54167°E | Încărcați imagine | Raportați eroare |
| 102151.01.01 (Cod LMI: GR-I-m-B-14842.04) | Așezarea de la Vlad Țepeș - "Dealul Oltenilor" / ansamblu anonim (Categorie: locuire civilă) (Tip: Tell)          | sat Vlad Țepeș, comuna Comana             | Dealul Oltenilor | Boian                                |            | 44°07′00″N 28°07′30″E / 44.11666°N 28.125°E   | Încărcați imagine | Raportați eroare |
| 102151.01.02 (Cod LMI: GR-I-s-B-14842)    | Așezarea de la Vlad Țepeș - "Dealul Oltenilor" / ansamblu anonim (Categorie: locuire civilă) (Tip: Așezare)       | sat Vlad Țepeș, comuna Comana             | Dealul Oltenilor |                                      |            | 44°07′00″N 28°07′30″E / 44.11666°N 28.125°E   | Încărcați imagine | Raportați eroare |
| 102151.01.03 (Cod LMI: GR-I-m-B-14842.03) | Așezarea de la Vlad Țepeș - "Dealul Oltenilor" / ansamblu anonim (Categorie: locuire civilă) (Tip: Așezare)       | sat Vlad Țepeș, comuna Comana             | Dealul Oltenilor | geto-dacică sec. III - I a. Chr.     |            | 44°07′00″N 28°07′30″E / 44.11666°N 28.125°E   | Încărcați imagine | Raportați eroare |
| 102151.01.04 (Cod LMI: GR-I-m-B-14842.02) | Așezarea de la Vlad Țepeș - "Dealul Oltenilor" / ansamblu anonim (Categorie: locuire civilă) (Tip: Așezare)       | sat Vlad Țepeș, comuna Comana             | Dealul Oltenilor | sec. IV p. Chr.                      |            | 44°07′00″N 28°07′30″E / 44.11666°N 28.125°E   | Încărcați imagine | Raportați eroare |
| 102151.01.05 (Cod LMI: GR-I-m-B-14842.01) | Așezarea de la Vlad Țepeș - "Dealul Oltenilor" / ansamblu anonim (Categorie: locuire civilă) (Tip: Așezare)       | sat Vlad Țepeș, comuna Comana             | Dealul Oltenilor | Dridu sec. IX p. Chr.                |            | 44°07′00″N 28°07′30″E / 44.11666°N 28.125°E   | Încărcați imagine | Raportați eroare |
| 102151.02.01 (Cod LMI: GR-I-s-B-14843)    | Așezarea de la Vlad Țepeș - "Buturugile" / ansamblu anonim (Categorie: locuire civilă) (Tip: Așezare)             | sat Vlad Țepeș, comuna Comana             | Buturugile       |                                      |            |                                               | Încărcați imagine | Raportați eroare |
| 102151.02.02 (Cod LMI: GR-I-m-B-14843.03) | Așezarea de la Vlad Țepeș - "Buturugile" / ansamblu anonim (Categorie: locuire civilă) (Tip: Așezare)             | sat Vlad Țepeș, comuna Comana             | Buturugile       | geto-dacică sec. III - I a. Chr.     |            |                                               | Încărcați imagine | Raportați eroare |
| 102151.02.03 (Cod LMI: GR-I-m-B-14843.02) | Așezarea de la Vlad Țepeș - "Buturugile" / ansamblu anonim (Categorie: locuire civilă) (Tip: Așezare)             | sat Vlad Țepeș, comuna Comana             | Buturugile       | sec. IV p. Chr.                      |            |                                               | Încărcați imagine | Raportați eroare |
| 102151.02.04 (Cod LMI: GR-I-m-B-14843.01) | Așezarea de la Vlad Țepeș - "Buturugile" / ansamblu anonim (Categorie: locuire civilă) (Tip: Așezare)             | sat Vlad Țepeș, comuna Comana             | Buturugile       | sec. VIII - IX p. Chr.               |            |                                               | Încărcați imagine | Raportați eroare |